# Mike Riddle
Mike Riddle (n. 17 iunie 1986, Edmonton, Alberta, Canada) este un sportiv ce a reprezentat Canada, medaliat olimpic. A participat la o ediție a Jocurilor Olimpice (2014) în care a câștigat o medalie de argint.

## Participări
Lista de mai jos prezintă principalele competiții la care a participat Mike Riddle de-a lungul carierei.
- freestyle skiing at the 2014 Winter Olympics – men's halfpipe[*]